# Кельменди, Али
Али Кельменди (алб. Ali Kelmendi; 3 ноября 1900, Печ, Османская империя — 11 февраля 1939, Париж, Франция) — деятель коммунистического движения Албании и Косово, Герой Албании, участник гражданской войны в Испании.

## Биография
Али Кельменди родился 3 ноября 1900 года в бедной крестьянской семье в Косово. Отец — Сулейман Кельменди. В юности заинтересовался идеями коммунизма. В 1920 году, после того, как деятельность коммунистических организаций в Югославии была запрещена, он бежал в Албанию. Там Кельменди присоединился к левому политическому движению «Bashkimi» (руск: Союз), где состояли такие видные албанские марксисты, как Авни Рустеми, Ллазар Фундо и Фуат Асллани
В июне 1924 года Кельменди принял участие в революции Фана Ноли, после чего тот пришёл к власти. После падения правительства Ноли в декабре того же года эмигрировал в Италию, а затем в Австрию. Кельменди присоединился к антизогистской группе KONARE, основанной Ноли.
8 октября 1925 года Кельменди, вместе с другими 13 албанцами, приехал в Советский Союз по приглашению Коминтерна. Следующий год он учился в Дзержинской академии в Ленинграде, а после этого переехал в Одессу, где работал на таможне. Там присоединился к албанской коммунистической группе, входящей в Балканскую конфедерацию коммунистических партий, принадлежащей к Коммунистическому Интернационалу.
В 1930 году Коммунистический интернационал отправил Кельменди в Албанию в качестве организатора коммунистического движения. Однако его деятельность не принесла значительных результатов, поскольку марксизм не нашёл в стране благоприятной почвы. Во время своей работы в Албании Кельменди был арестован несколько раз, а в 1936 году он был выслан в соседнюю Грецию. В марте 1932 года он вернулся в СССР. Позже он выступает в качестве посредника между Коминтерном и албанскими коммунистическими группами. Кельменди принял участие в гражданской войне в Испании.
В 1939 году Кельменди перебрался во Францию, где был редактором одной из прокоммунистических газет.
11 февраля 1939 года, из-за осложнений после операции на желудке, Кельменди скончался.